# Списак Мерсенових простих бројева и савршених бројева
Мерсенови прости бројеви и савршени бројеви су две дубоко повезане врсте природних бројева у теорији бројева. Мерсенови прости бројеви, названи по калуђеру Марену Мерсену, су прости бројеви који се могу изразити као 2p − 1 за неки позитиван цео број p. На пример, 3 је Мерсенов прост број јер је прост број и може се изразити као 22 − 1. Експоненти p који одговарају Мерсеновим простим бројевима морају и сами бити прости, иако велика већина простих бројева p не води до Мерсенових простих бројева — на пример, 211 − 1 = 2047 = 23 × 89.
Савршени бројеви су природни бројеви који су једнаки збиру својих позитивних правих делилаца, што су делиоци искључујући сам број. Дакле, 6 је савршен број јер су прави делиоци броја 6 1, 2 и 3, а 1 + 2 + 3 = 6.
Еуклид је доказао око 300. п. н. е. да сваки прост број изражен као Mp = 2p − 1 има одговарајући савршен број Mp × (Mp+1)/2 = 2p − 1 × (2p − 1). На пример, Мерсенов прост број 22 − 1 = 3 води до одговарајућег савршеног броја 22 − 1 × (22 − 1) = 2 × 3 = 6. Године 1747, Леонард Ојлер је довршио оно што се данас назива Еуклид-Ојлерова теорема, показавши да су то једини парни савршени бројеви. Као резултат тога, постоји кореспонденција један-на-један између Мерсенових простих бројева и парних савршених бројева, па се списак једних може претворити у списак других. Тренутно је отворен проблем да ли постоји бесконачно много Мерсенових простих бројева и парних савршених бројева. Густина Мерсенових простих бројева је предмет Ленстра–Померанс–Вагстафове хипотезе, која наводи да је очекивани број Мерсенових простих бројева мањих од неког датог x једнак (eγ / log 2) × log log x, где је e Ојлеров број, γ је Ојлер-Маскеронијева константа, а log је природни логаритам. Широко се верује, али није доказано, да не постоје непарни савршени бројеви; доказани су бројни рестриктивни услови, укључујући доњу границу од 101500.

Следи списак свих 52 тренутно позната (
Ажурирано 2025 1) Мерсенова проста броја и одговарајућих савршених бројева, заједно са њиховим експонентима p. Највећих 18 од њих открио је пројекат дистрибуираног рачунарства Great Internet Mersenne Prime Search (GIMPS); њихови проналазачи су наведени као „GIMPS / име”, где је име особа која је обезбедила рачунар на којем је дошло до открића. Нови Мерсенови прости бројеви проналазе се помоћу Лукас-Лемовог теста (ЛЛТ), теста простости за Мерсенове просте бројеве који је ефикасан за бинарне рачунаре. Због ове ефикасности, највећи познати прост број је често био Мерсенов прост број.

Сви могући експоненти до 48. (p = 57,885,161) су тестирани и верификовани од стране GIMPS-а 
Ажурирано 2021 10. Рангови од 49. па надаље су привремени и могу се променити у мало вероватном случају да се открију додатни прости бројеви између тренутно наведених. Каснији уноси су изузетно дуги, па су приказане само прве и последње шест цифара сваког броја, заједно са бројем децималних цифара.
| Ранг | p           | Мерсенов прост број             | Мерсенов прост број             | Савршен број                    | Савршен број                    | Откриће                         | Откриће                            | Откриће                                                                  | Реф.                            |
| Ранг | p           | Вредност                        | Цифре                           | Вредност                        | Цифре                           | Датум                           | Проналазач                         | Метод                                                                    | Реф.                            |
| ---- | ----------- | ------------------------------- | ------------------------------- | ------------------------------- | ------------------------------- | ------------------------------- | ---------------------------------- | ------------------------------------------------------------------------ | ------------------------------- |
| 1    | 2           | 3                               | 1                               | 6                               | 1                               | Античко доба                    | Познато старогрчким математичарима | Незабележено                                                             | [ 15 ] [ 16 ] [ 17 ]            |
| 2    | 3           | 7                               | 1                               | 28                              | 2                               | Античко доба                    | Познато старогрчким математичарима | Незабележено                                                             | [ 15 ] [ 16 ] [ 17 ]            |
| 3    | 5           | 31                              | 2                               | 496                             | 3                               | Античко доба                    | Познато старогрчким математичарима | Незабележено                                                             | [ 15 ] [ 16 ] [ 17 ]            |
| 4    | 7           | 127                             | 3                               | 8128                            | 4                               | Античко доба                    | Познато старогрчким математичарима | Незабележено                                                             | [ 15 ] [ 16 ] [ 17 ]            |
| 5    | 13          | 8191                            | 4                               | 33550336                        | 8                               | 13. век или 1456.               | Ибн Фалус или анонимно             | Проба дељењем                                                            | [ 16 ] [ 17 ]                   |
| 6    | 17          | 131071                          | 6                               | 8589869056                      | 10                              | 1588.                           | Пјетро Каталди                     | Проба дељењем                                                            | [ 2 ] [ 20 ]                    |
| 7    | 19          | 524287                          | 6                               | 137438691328                    | 12                              | 1588.                           | Пјетро Каталди                     | Проба дељењем                                                            | [ 2 ] [ 20 ]                    |
| 8    | 31          | 2147483647                      | 10                              | 230584...952128                 | 19                              | 1772.                           | Леонард Ојлер                      | Проба дељењем са модуларним рестрикцијама                                | [ 21 ] [ 22 ]                   |
| 9    | 61          | 230584...693951                 | 19                              | 265845...842176                 | 37                              | новембар 1883.                  | Иван Первушин                      | Лукасови низови                                                          | [ 23 ]                          |
| 10   | 89          | 618970...562111                 | 27                              | 191561...169216                 | 54                              | јун 1911.                       | Ралф Ернест Пауерс                 | Лукасови низови                                                          | [ 24 ]                          |
| 11   | 107         | 162259...288127                 | 33                              | 131640...728128                 | 65                              | 1. јун 1914.                    | Ралф Ернест Пауерс                 | Лукасови низови                                                          | [ 25 ]                          |
| 12   | 127         | 170141...105727                 | 39                              | 144740...152128                 | 77                              | 10. јануар 1876.                | Едуар Лика                         | Лукасови низови                                                          | [ 26 ]                          |
| 13   | 521         | 686479...057151                 | 157                             | 235627...646976                 | 314                             | 30. јануар 1952.                | Рафаел М. Робинсон                 | Лукас-Лемов тест (ЛЛТ) на SWAC-у                                         | [ 27 ]                          |
| 14   | 607         | 531137...728127                 | 183                             | 141053...328128                 | 366                             | 30. јануар 1952.                | Рафаел М. Робинсон                 | Лукас-Лемов тест (ЛЛТ) на SWAC-у                                         | [ 27 ]                          |
| 15   | 1.279       | 104079...729087                 | 386                             | 541625...291328                 | 770                             | 25. јун 1952.                   | Рафаел М. Робинсон                 | Лукас-Лемов тест (ЛЛТ) на SWAC-у                                         | [ 28 ]                          |
| 16   | 2.203       | 147597...771007                 | 664                             | 108925...782528                 | 1.327                           | 7. октобар 1952.                | Рафаел М. Робинсон                 | Лукас-Лемов тест (ЛЛТ) на SWAC-у                                         | [ 29 ]                          |
| 17   | 2.281       | 446087...836351                 | 687                             | 994970...915776                 | 1.373                           | 9. октобар 1952.                | Рафаел М. Робинсон                 | Лукас-Лемов тест (ЛЛТ) на SWAC-у                                         | [ 29 ]                          |
| 18   | 3.217       | 259117...315071                 | 969                             | 335708...525056                 | 1.937                           | 8. септембар 1957.              | Ханс Ризел                         | ЛЛТ на BESK                                                              | [ 30 ]                          |
| 19   | 4.253       | 190797...484991                 | 1.281                           | 182017...377536                 | 2.561                           | 3. новембар 1961.               | Александар Хурвиц                  | ЛЛТ на IBM 7090                                                          | [ 31 ]                          |
| 20   | 4.423       | 285542...580607                 | 1.332                           | 407672...534528                 | 2.663                           | 3. новембар 1961.               | Александар Хурвиц                  | ЛЛТ на IBM 7090                                                          | [ 31 ]                          |
| 21   | 9.689       | 478220...754111                 | 2.917                           | 114347...577216                 | 5.834                           | 11. мај 1963.                   | Доналд Б. Гилис                    | ЛЛТ на ILLIAC II                                                         | [ 32 ]                          |
| 22   | 9.941       | 346088...463551                 | 2.993                           | 598885...496576                 | 5.985                           | 16. мај 1963.                   | Доналд Б. Гилис                    | ЛЛТ на ILLIAC II                                                         | [ 32 ]                          |
| 23   | 11.213      | 281411...392191                 | 3.376                           | 395961...086336                 | 6.751                           | 2. јун 1963.                    | Доналд Б. Гилис                    | ЛЛТ на ILLIAC II                                                         | [ 32 ]                          |
| 24   | 19.937      | 431542...041471                 | 6.002                           | 931144...942656                 | 12.003                          | 4. март 1971.                   | Брајант Такерман                   | ЛЛТ на IBM 360/91                                                        | [ 33 ]                          |
| 25   | 21.701      | 448679...882751                 | 6.533                           | 100656...605376                 | 13.066                          | 30. октобар 1978.               | Ландон Курт Нол и Лаура Никел      | ЛЛТ на CDC Cyber 174                                                     | [ 34 ]                          |
| 26   | 23.209      | 402874...264511                 | 6.987                           | 811537...666816                 | 13.973                          | 9. фебруар 1979.                | Ландон Курт Нол                    | ЛЛТ на CDC Cyber 174                                                     | [ 34 ]                          |
| 27   | 44.497      | 854509...228671                 | 13.395                          | 365093...827456                 | 26.790                          | 8. април 1979.                  | Хари Л. Нелсон и Дејвид Словински  | ЛЛТ на Cray-1                                                            | [ 35 ] [ 36 ]                   |
| 28   | 86.243      | 536927...438207                 | 25.962                          | 144145...406528                 | 51.924                          | 25. септембар 1982.             | Дејвид Словински                   | ЛЛТ на Cray-1                                                            | [ 37 ]                          |
| 29   | 110.503     | 521928...515007                 | 33.265                          | 136204...862528                 | 66.530                          | 29. јануар 1988.                | Валтер Колкит и Лук Велш           | ЛЛТ на NEC SX-2                                                          | [ 38 ] [ 39 ]                   |
| 30   | 132.049     | 512740...061311                 | 39.751                          | 131451...550016                 | 79.502                          | 19. септембар 1983.             | Дејвид Словински и сар. (Cray)     | ЛЛТ на Cray X-MP                                                         | [ 40 ]                          |
| 31   | 216.091     | 746093...528447                 | 65.050                          | 278327...880128                 | 130.100                         | 1. септембар 1985.              | Дејвид Словински и сар. (Cray)     | ЛЛТ на Cray X-MP/24                                                      | [ 41 ] [ 42 ]                   |
| 32   | 756.839     | 174135...677887                 | 227.832                         | 151616...731328                 | 455.663                         | 17. фебруар 1992.               | Дејвид Словински и сар. (Cray)     | ЛЛТ на Cray-2 у лабораторији Harwell                                     | [ 43 ]                          |
| 33   | 859.433     | 129498...142591                 | 258.716                         | 838488...167936                 | 517.430                         | 4. јануар 1994.                 | Дејвид Словински и сар. (Cray)     | ЛЛТ на Cray C90                                                          | [ 44 ]                          |
| 34   | 1.257.787   | 412245...366527                 | 378.632                         | 849732...704128                 | 757.263                         | 3. септембар 1996.              | Дејвид Словински и сар. (Cray)     | ЛЛТ на Cray T94                                                          | [ 45 ] [ 46 ]                   |
| 35   | 1.398.269   | 814717...315711                 | 420.921                         | 331882...375616                 | 841.842                         | 13. новембар 1996.              | GIMPS / Жоел Арманго               | ЛЛТ / Prime95 на 90 MHz Pentium PC-у                                     | [ 47 ]                          |
| 36   | 2.976.221   | 623340...201151                 | 895.932                         | 194276...462976                 | 1.791.864                       | 24. август 1997.                | GIMPS / Гордон Спенс               | ЛЛТ / Prime95 на 100 MHz Pentium PC-у                                    | [ 48 ]                          |
| 37   | 3.021.377   | 127411...694271                 | 909.526                         | 811686...457856                 | 1.819.050                       | 27. јануар 1998.                | GIMPS / Роланд Кларксон            | ЛЛТ / Prime95 на 200 MHz Pentium PC-у                                    | [ 49 ]                          |
| 38   | 6.972.593   | 437075...193791                 | 2.098.960                       | 955176...572736                 | 4.197.919                       | 1. јун 1999.                    | GIMPS / Најан Хаџратвала           | ЛЛТ / Prime95 на IBM Aptiva са 350 MHz Pentium II процесором             | [ 50 ]                          |
| 39   | 13.466.917  | 924947...259071                 | 4.053.946                       | 427764...021056                 | 8.107.892                       | 14. новембар 2001.              | GIMPS / Мајкл Камерон              | ЛЛТ / Prime95 на PC-у са 800 MHz Athlon Т-Bird процесором                | [ 51 ]                          |
| 40   | 20.996.011  | 125976...682047                 | 6.320.430                       | 793508...896128                 | 12.640.858                      | 17. новембар 2003.              | GIMPS / Мајкл Шејфер               | ЛЛТ / Prime95 на Dell Dimension PC-у са 2 GHz Pentium 4 процесором       | [ 52 ]                          |
| 41   | 24.036.583  | 299410...969407                 | 7.235.733                       | 448233...950528                 | 14.471.465                      | 15. мај 2004.                   | GIMPS / Џош Финдли                 | ЛЛТ / Prime95 на PC-у са 2.4 GHz Pentium 4 процесором                    | [ 53 ]                          |
| 42   | 25.964.951  | 122164...077247                 | 7.816.230                       | 746209...088128                 | 15.632.458                      | 18. фебруар 2005.               | GIMPS / Мартин Новак               | ЛЛТ / Prime95 на PC-у са 2.4 GHz Pentium 4 процесором                    | [ 54 ]                          |
| 43   | 30.402.457  | 315416...943871                 | 9.152.052                       | 497437...704256                 | 18.304.103                      | 15. децембар 2005.              | GIMPS / Кертис Купер и Стивен Бун  | ЛЛТ / Prime95 на PC-у на Универзитет Централног Мисурија                 | [ 55 ]                          |
| 44   | 32.582.657  | 124575...967871                 | 9.808.358                       | 775946...120256                 | 19.616.714                      | 4. септембар 2006.              | GIMPS / Кертис Купер и Стивен Бун  | ЛЛТ / Prime95 на PC-у на Универзитет Централног Мисурија                 | [ 56 ]                          |
| 45   | 37.156.667  | 202254...220927                 | 11.185.272                      | 204534...480128                 | 22.370.543                      | 6. септембар 2008.              | GIMPS / Ханс-Михаел Елвених        | ЛЛТ / Prime95 на PC-у                                                    | [ 57 ]                          |
| 46   | 42.643.801  | 169873...314751                 | 12.837.064                      | 144285...253376                 | 25.674.127                      | 4. јун 2009.                    | GIMPS / Од Магнар Стриндмо         | ЛЛТ / Prime95 на PC-у са 3 GHz Intel Core 2 процесором                   | [ 58 ]                          |
| 47   | 43,112,609  | 316470...152511                 | 12.978.189                      | 500767...378816                 | 25.956.377                      | 23. август 2008.                | GIMPS / Едсон Смит                 | ЛЛТ / Prime95 на Dell OptiPlex PC-у са Intel Core 2 Duo E6600 процесором | [ 57 ] [ 59 ] [ 60 ]            |
| 48   | 57.885.161  | 581887...285951                 | 17.425.170                      | 169296...130176                 | 34.850.340                      | 25. јануар 2013.                | GIMPS / Кертис Купер               | ЛЛТ / Prime95 на PC-у на Универзитету Централног Мисурија                | [ 61 ] [ 62 ]                   |
| *    | 73.546.481  | Најнижа непроверена прекретница | Најнижа непроверена прекретница | Најнижа непроверена прекретница | Најнижа непроверена прекретница | Најнижа непроверена прекретница | Најнижа непроверена прекретница    | Најнижа непроверена прекретница                                          | Најнижа непроверена прекретница |
| 49   | 74.207.281  | 300376...436351                 | 22.338.618                      | 451129...315776                 | 44.677.235                      | 7. јануар 2016.                 | GIMPS / Кертис Купер               | ЛЛТ / Prime95 на PC-у са Intel Core i7-4790 процесором                   | [ 63 ] [ 64 ]                   |
| 50   | 77.232.917  | 467333...179071                 | 23.249.425                      | 109200...301056                 | 46.498.850                      | 26. децембар 2017.              | GIMPS / Џонатан Пејс               | ЛЛТ / Prime95 на PC-у са Intel Core i5-6600 процесором                   | [ 65 ] [ 66 ]                   |
| 51   | 82.589.933  | 148894...902591                 | 24.862.048                      | 110847...207936                 | 49.724.095                      | 7. децембар 2018.               | GIMPS / Патрик Ларош               | ЛЛТ / Prime95 на PC-у са Intel Core i5-4590T процесором                  | [ 67 ] [ 68 ]                   |
| *    | 130.640.681 | Најнижа нетестирана прекретница | Најнижа нетестирана прекретница | Најнижа нетестирана прекретница | Најнижа нетестирана прекретница | Најнижа нетестирана прекретница | Најнижа нетестирана прекретница    | Најнижа нетестирана прекретница                                          | Најнижа нетестирана прекретница |
| 52   | 136.279.841 | 881694...871551                 | 41.024.320                      | 388692...008576                 | 82.048.640                      | 12. октобар 2024.               | GIMPS / Лук Дурант                 | ЛЛТ / PRPLL на Nvidia H100 GPU                                           | [ 69 ]                          |